# Battlefield Hardline
Battlefield Hardline is een first-person shooter ontwikkeld door Visceral Games en DICE. Het spel werd net als alle andere spellen in de Battlefield-serie uitgegeven door Electronic Arts. Het spel kwam in Europa op 19 maart 2015 uit voor PlayStation 3, PlayStation 4, Windows, Xbox 360 en Xbox One.

## Gameplay
De gameplay van Battlefield Hardline is totaal verschillend van zijn voorlopers. De oorlog is nu niet land tegen land, maar politie tegen criminelen. Het spel heeft dus erg veel spelmodi die erg verschillen van de oude spelmodi.